# 谷名倫
名倫（1949年7月3日—1978年12月24日），台灣早期演員。

## 家庭背景
谷名倫乳名涵涵，父親谷風為中華民國國軍軍人，母親陳麗雲為演員，舅舅為資深演員陳又新。

## 經歷
- 小學四年級時，演出舞台劇，獲得第一名。
- 國立藝專影劇科畢業後，熱衷戲劇演出。
- 1970年，名倫參加台視舉辦的歌唱比賽，獲民謠組第一名。

## 演藝歷程
- 在《黃埔軍魂》中，飾演軍官。
- 後與女歌星張璐合唱「愛之鎖」、「新郎與新娘」，並論及婚嫁。
- 1973年參加中視電視劇《八號分機》、《神龍》等演出，漸受矚目。
- 1974年跨入影壇，第一部電影是與林青霞合演的《雲飄飄》，使他成為了導演劉家昌旗下首席小生。
- 1975年在根據台灣民間故事「保生大帝」改編的電影《雲深不知處》中，他飾演一位醫生，從少年到老年任何一段時期的特徵，都揣摩得深入且逼真，也讓他獲得美國建國二百週年紀念影展的最佳男主角。後來再憑《日落北京城》獲得金馬獎最佳男配角。
- 谷名倫因個性隨和，人緣絕佳，與甄珍、林青霞、林鳳嬌、張艾嘉、胡茵夢有很好的往來。

## 自殺疑雲
- 1978年12月24日，他正拍攝《落花流水春去也》時，也是其主演的最後作品《黃埔軍魂》上映前夕，在台北市忠孝東路四段「光復大樓」12樓跳樓身亡。谷名倫墜樓身亡，死因眾說紛紜。
- 當時的「官方說法」指出，谷名倫因演出電影《黃埔軍魂》，拍攝過程中與導演劉家昌多有爭執；加上該片上片映後，中華民國國防部頒發《陸海空軍褒狀》給該片多位演/職員，唯獨未頒給他；並有消息指出，把獲獎名單中抽掉他的正是劉家昌，他憤而自殺。劉家昌為避風頭，即時出國。
- 一說谷名倫是因遭蔣孝武橫刀奪愛而自殺，黨外運動雜誌《民進時代週刊》更指出谷名倫是被特務從樓上推下來[1]。
- 谷名倫死後葬於陽明山私人墓園，墓碑上刻有：“名倫愛兒：生平不滿百，常懷千歲憂，你用畢生的心血熱愛影劇藝術，並以短暫的生命交換永恆的價值。”
- 1999年，劉家昌表示：谷名倫墜樓身亡是因試戲不慎墜樓，並非自殺。
- 柯俊雄在李敖主持的真相衛星電視台節目《李敖秘密書房》中的單元《與影帝對話》表示，谷名倫在拍電影《落花流水春去也》有一自殺的戲份，自己單獨去做綵排掉下去的。然根據《落花流水春去也》導演宋存壽的說法[2]，該片並無跳樓自殺的劇情；而谷名倫墜樓的現場是光復大樓，並非該片拍攝現場的大陸大樓，故綵排之說或屬臆測。
- 當年 中央電影公司出品的《黃埔軍魂》，獲得 中華民國國防部頒獎。受獎人包括執行製片張法鶴、導演劉家昌和演員柯俊雄、甄珍、戴世然、向華強等。谷名倫在該片中戲份僅次於第一男主角柯俊雄，卻未在獲獎之列。

中影公司剛開始告訴谷名倫，他在得獎人名單內，要他準備領獎，後來又告訴谷名倫說他不是得獎人，要他不必去。得獎人名單是由導演劉家昌開列提供給國防部。
他曾付出全部的心力拍這部片，換來的卻是突然的冷落和忽視。可想而知他的失望和憤慨有多強烈。拍戲時他不知受過多少令他難堪的戲弄和侮辱。  
- 胡茵夢在拍黃埔軍魂期間 曾經在拍戲時，和他開玩笑：小谷簡直百分之百的投入了，不止演戲是個軍人，連在日常生活中，都變了一個人。  平時喜歡唱唱笑笑的他，突然一本正經起來，一臉的擔著重任，他就是這樣一個難得的好演員。
- 多年之後，谷名倫的父母谷風、陳麗雲寫了一本書，敘述案發前後的情況。谷風在書中提及，谷名倫過世第二天，劉家昌到民生東路谷家，涕淚縱橫，跪求原諒。不知是否受不了輿論指摘，谷名倫自殺後第五天，劉家昌悄悄飛往美國。

## 作品
- 1973《奪命佳人》（但漢章執導、短片）
- 1974《雲飄飄》
- 1974《春風得意》
- 1975《雲河》
- 1975《煙雨》
- 1975《雲深不知處》
- 1975《小女兒的心願》
- 1975《楓紅層層》
- 1975《梅花》
- 1975《在水一方》
- 1976《秋纏》
- 1976《星語》
- 1976《鬼嫁》
- 1976《子夜歌》
- 1976《戰神》(關公大戰外星人)
- 1976《溫暖在秋天》
- 1976《蝴蝶谷》
- 1976《落葉飄飄》
- 1977《又是起風時》
- 1977《台北六十六》
- 1977《法網追踪》
- 1977《愛的里程》
- 1977《風雲人物》
- 1978《日落北京城》
- 1978《光頭12嬌娃》
- 1978《愛情大進擊》
- 1978《新雨夜花》
- 1978《白雲長在天》
- 1978《楓林小雨》
- 1978《誓言》
- 1979《黃埔軍魂》
- 1979《土地公》
- 1979《你追她也追》

## 附註
1. ↑  〈江南揭露蔣經國傳子不傳賢的計劃〉 （页面存档备份，存于），《民進時代週刊》1988年3月25日至3月31日。
2. ↑  1999年9月《聯合報》

## 外部連結
- 國家文化資料庫：谷名倫
- 谷名倫在互联网电影资料库（IMDb）上的資料（英文）（英文）
- 谷名倫在香港影庫上的簡介
- 谷名倫在豆瓣上的资料（简体中文）
- 谷名倫在时光网上的簡介（简体中文）